# Mirdif
Koordinaten: 25° 13′ N, 55° 25′ O

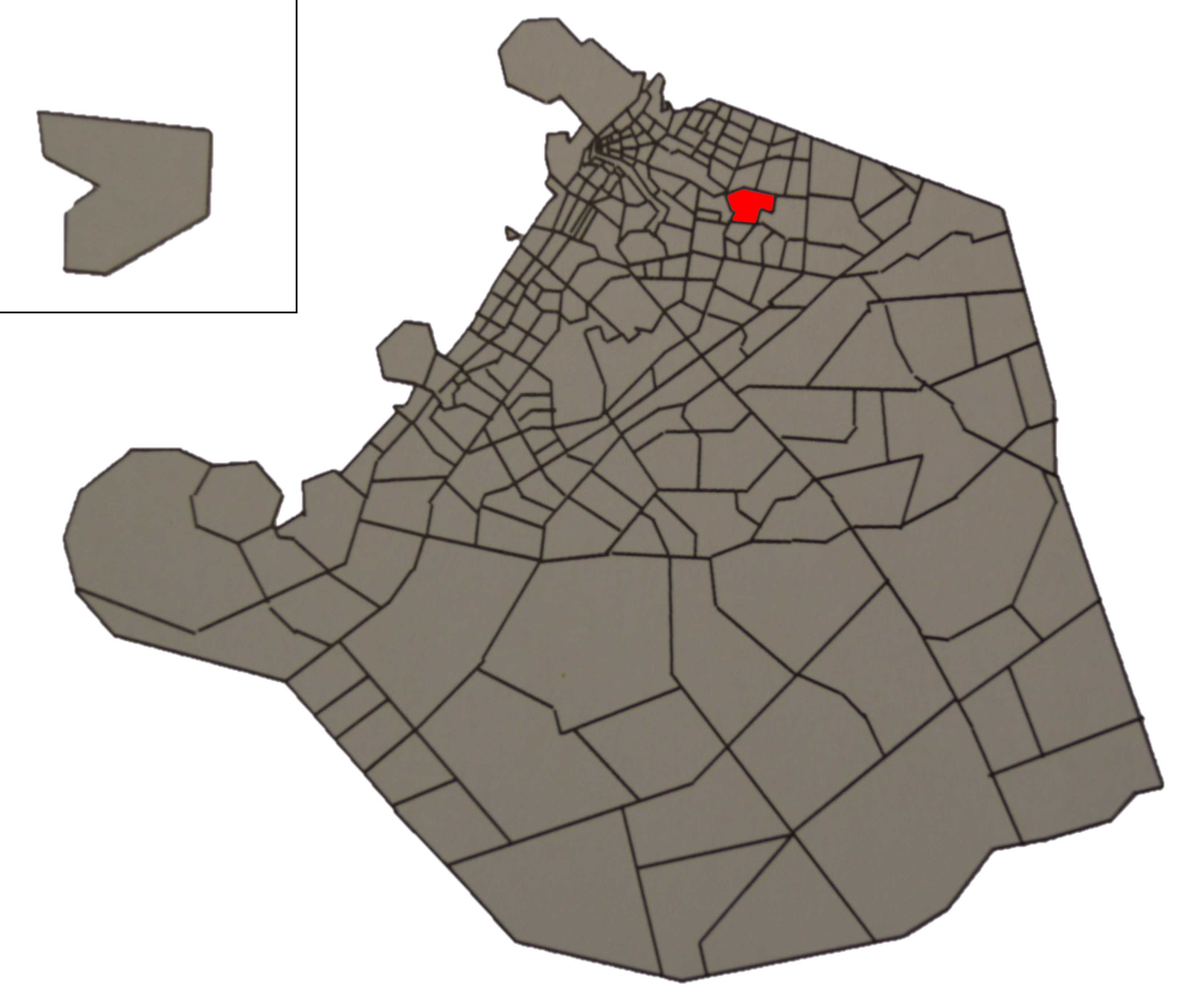
Communities im Emirat Dubai, Mirdif rot hervorgehoben

Mirdif (auch Mardaff, Mardef oder Murdaf; arabisch مردف, DMG Mirdif) ist eine der 132 Communities von Dubai, Vereinigte Arabische Emirate, mit einer Fläche von 9,2 km². Für 2014 wurde eine Bevölkerung von 33,583 für Mirdif nachgewiesen., und für 2016 bereits 37,548.
Mirdif ist einer der neueren Stadtteile von Dubai und liegt etwa 15 Minuten vom Flughafen entfernt in Richtung des Landesinneren, d. h. Richtung Wüste, südöstlich von ar-Raschidiya / الراشدية. Ein großer Teil von Mirdif liegt allerdings unter der Einflugschneise des Flughafens (Dubai International Airport - DXB).
Im März 2010 wurde am westlichen Ende Mirdifs, zwischen der Street 12 und der Emirates Road, das neue Mirdif City Centre (finanziert von der Majid Al Futtaim-Group) eröffnet. Im Mittelpunkt dieses rund 12 Hektar bedeckenden Komplexes  steht auch hier eine große Einkaufsmall. Mirdif verfügt über vier Moscheen, wobei die, die allgemein als „Mirdif Mosque“ bezeichnet wird, in der Street 15 zu finden ist. Mirdif ist eigentlich ein reiner Wohnbezirk für mittlere Einkommensgruppen und hat außer dem „Uptown Mirdif“ keine weiteren Bezugspunkte anzubieten, außer den drei Supermärkten Spinney’s, Lifco und Westzone. Der bekannteste ist Spinney’s, da er der zuersteröffnete Laden des „Uptown Mirdif“ und namensgebend für den davorliegenden Kreisverkehr auf der Algeria Road („Spinney’s Roundabout“) war, den jeder Taxifahrer kennt und der auf Taxifahrten nach Mirdif immer als Ankerpunkt für die Weiterfahrt angegeben werden kann.

## Uptown Mirdif
Seit 2005 wurde hier von Union Properties ein neues Stadtteilzentrum, das Uptown Mirdif mit Einkaufszentrum, erstellt. Die ganze Anlage gruppiert sich mit ihren Retail-Angeboten in mehreren Ringen um einen zentralen, kreisförmigen Platz, der sich im letzten Jahr immer mehr belebt hat. „Uptown Mirdif“ hat sich als ein großer Erfolg erwiesen, weil es zum einen das erste „Shopping-Center“ in Mirdif ist, zum anderen weil es dort auch den einzigen öffentlichen Raum, der als solcher wahrgenommen und bespielt wird, bildet. Die ersten Geschäfte wurden im Jahr 2006 eröffnet, es finden auch Freiluft-Veranstaltungen statt. Hier entstehen auch ein neues Krankenhaus und ein Kino. Im Süden gliedert sich eine gated residential community an.

## Dubai Zoo
Es gab Pläne, den Zoo von Dubai im Mushrif Park östlich von Mirdif unterzubringen. Mushrif ist eine separate Community mit nur 63 Bewohnern (2016). Diese Pläne wurden von der Regierung mehrfach angekündigt, aber noch nicht umgesetzt.